# Ukki Väinämöinen
Ukki Väinämöinen (lit. „Bunicul Väinämöinen”), născut Vasili Leontievici Sidorov (în rusă Василий Сидоров), cunoscut și sub numele de Vaseli Levonen (n. 1 august 1855, Tunguda⁠(d), Sosnovetskoye rural settlement⁠(d), RSFS Rusă, URSS – d. 10 ianuarie 1942, Vuokatti⁠(d), Oulu, Finlanda), a fost un lider ideologic din Karelia de Est.

## Biografie
Vasili Sidorov s-a născut în 1855, în satul Tunguda, pe atunci parte a Imperiului Rus.

### Răscoala Kareliană
Sidorov a fost ales ca lider al gherilelor forestiere⁠(d) finlandeze, care a condus un conflict împotriva bolșevicilor ruși și a Comunei Muncitorești din Karelia⁠(d) în timpul Războiului Civil Rus. Sidorov și-a câștigat porecla „Ukki Väinämöinen” (lit. „Bunicul Väinämöinen”) din cauza asemănării sale cu eroul Väinämöinen⁠(d) din mitologia finlandeză⁠(d), deoarece ambii aveau o statură scundă și îndesată și o barbă lungă.
Până la sfârșitul lunii decembrie 1921, rebelii din Karelia, sprijiniți de Garda Albă, controlau o parte semnificativă din nord-estul Careliei. Ca răspuns, conducerea bolșevică a format Frontul Karelian condus de Alexander Sedyakin, numărând aproximativ 20.000 de militari. Bolșevicii au capturat Ukhta, fortăreața rebelilor, la mijlocul lunii februarie 1922, iar rezistența din Karelia a fost în cele din urmă ruptă. Ukki Väinämöinen a fugit în Finlanda împreună cu ceilalți rebeli. A murit la 11 ianuarie 1942 la Vuokatti. [1]